# Мурад I
Мурад I (на османски турски: مراد), известен и с прозвището Худавендигяр („Богоподобни“), е османски владетел, първият, използвал титлата султан, който наследява баща си Орхан I през 1362 година и управлява до смъртта си на 15 юни 1389 година.

## Произход
Мурад е роден през март или юни 1326 г. в Сьогют или в Бурса. Той е син на османския владетел Орхан I и византийската принцеса Елена (Нилюфер).

## Управление
Мурад наследява баща си Орхан след неговата смърт през 1362 г., вероятно след краткотрайни безредици, при които отстранява своите братя.
Според някои сведения през първите години на управлението си той може би губи за известно време Анкара, османско владение още от времето на Орхан, тъй като през 1364 г. там се намира емирът на Еретна. По същото време Мурад утвърждава османската власт над целия азиатски бряг на Босфора и през 1368 г. венецианците водят преговори с него за своето присъствие в Юскюдар. През този период Евренос завзема Гюмюрджина и установява османската власт в Западна Тракия.
През 1366 г. флотът на генуезкия управител на Лесбос Франческо Гатилузио и на графа на Савоя и братовчед на византийския император Йоан V Амадей VI Савойски успява да отнеме от османците Галиполи. Въпреки този неуспех, през 1369 г. османски войски завземат ключовата за Източна Тракия крепост Адрианопол. На 26 септември 1371 г. османците нанасят тежко поражение и на войските на сярския деспот Иван Углеша и прилепския крал Вълкашин в Черноменската битка. В началото на 70-те години Мурад установява контрол над основната част от Северна Тракия. По това време той взима за жена Кера Тамара, сестра на наследилия българския трон Иван Шишман, когото започва да смята за свой васал.
През 1372 г. османски войски за пръв път правят опит да завземат Солун, което предизвиква неуспешни преговори за съвместни действия между католическите и православни владетели в Гърция. През следващата година Мурад и император Йоан V водят съвместни военни действия срещу своите разбунтували се синове Савджъ и Андроник и успяват да ги разгромят. През 1376 г. с помощта на генуезците и османците Андроник успява да избяга от затвора и взема властта в Константинопол, затваряйки на свой ред баща си, като връща Галиполи на османците в замяна на тяхната помощ. Мурад продължава да се намесва активно в делата на Империята, която смята за своя васална държава. През 1379 г. той, заедно с венецианците, оказва помощ на Йоан срещу Андроник и генуезците и обсажда Галата, като през 1381 г. поставя двамата претенденти за съимператори.
Успоредно с успехите си на Балканите Мурад разширява османските владения и на юг във вътрешността на Анадола. Около 1378 г. той жени сина си Баязид за дъщеря на владетеля на Гермиян, като на практика анексира емирството. Малко по-късно е присъединен и съседният Хамидски бейлик.
В началото на 80-те години румелийските бейлербейове Лала Шахин и Тимурташ провеждат няколко успешни похода към Епир и Албания, действайки съвместно с османския васал Тома Прелюбович, деспот на Епир. По това време Мануил II, синът на император Йоан V, се установява в Солун, откъдето започва да напада османците. През 1383 г. срещу него са изпратени войски, водени от великия везир Хайреддин Чандарлъ. В края на годината той завзема Сяр, а след продължителна обсада в началото на 1387 г. пада и Солун. По време на обсадата османците завладяват цяла Южна Македония с Бер, Битоля и Охрид, а през 1385 г. самият Мурад превзема Ниш.
През 1385 г. Мурад прекъсва военните действия на Балканите поради възникналия конфликт с анадолското емирство Караман. През следващата година той постига известни успехи и дори обсажда Кония, но се оттегля, присъединявайки западния карамански град Бейшехир. Осигурявайки си по този начин контрол над проходите през Тавър, малко по-късно той завзема бейлика Теке с важното търговско пристанище Анталия, като по този начин османските владения във вътрешността на Анадола образуват коридор, свързващ Мраморно и Средиземно море.
През 1387 – 1388 г. османски войски, начело с Евренос, се бият в Гърция като наемници на деспота на Мистра Теодор Палеолог срещу Ахейското княжество, което предизвиква безуспешните протести на Венеция.
През 1387 г. основните османски сили се насочват към Моравското княжество, но претърпяват поражение от княз Лазар Хребелянович в битката при Плочник. Моравците си връщат Ниш, а гарнизонът на намиралия се дотогава под българска власт Пирот доброволно преминава на тяхна страна. Мурад се възползва от това и на следващата година завзема доскорошното владение на васала си Иван Шишман. По това време османски части за пръв път достигат Босна, където в съюз с княза на Зета Георги Балшич претърпяват поражение от крал Твърдко I.
През 1388 г. Мурад подготвя поход към Сърбия, но отказът на българския цар Иван Шишман и добруджанския деспот Иванко да се присъединят го принуждава да промени намеренията си. Великият везир Али Чандарлъ е изпратен с 30-хилядна армия на наказателен поход на север от Стара планина, където превзема Провадия, Мадара, Шумен и Варна. Иван Шишман отива лично при Мурад в Ямбол и успява да сключи примирие, обещавайки да му предаде крепостта Дръстър, но след връщането си в България се отказва от обещанието си. В отговор Али Чандарлъ завзема всички крепости между Търново и Никопол, като дори се прехвърля на левия бряг на Дунав. Той обсажда в Никопол Иван Шишман, който е принуден отново да моли за мир и, след като предава няколко крепости на османците, властта му като османски васал е призната отново.
През 1389 г. Мурад предприема нов поход в Сърбия и среща армиите на Лазар Хребелянович и Твърдко в битката на Косово поле на 15 юни. По време на сражението султан Мурад е убит, според някои версии от сръбския болярин Милош Обилич. Сръбският водач княз Лазар също загива, поради което двете армии се оттеглят от полесражението.
Мурад I е наследен от сина си Баязид I.

## Жени и наложници
- Гюлчичек хатун, майка на Баязид I;
- Мелек хатун, дъщеря на един от бейовете на Мурад;
- Кера Тамара, дъщеря на българския цар Иван Александър и сестра на цар Иван Шишман;
- Фул Дане хатун родом от малоазийския бейлик Кандарогулари, майка на Савчи бей, който вдига бунт против баща си Мурад и след като е разбит от него, е ослепен.
- Стана Урдовизка

Мария Палеологина, дъщеря на император Йоан V Палеолог, е била сгодена за Мурад, но умира през 1376 г. преди да бъде сключен бракът.